# Карпаци (Венеција)
Карпаци (итал. Carpazi) је насеље у Италији у округу Венеција, региону Венето.
Према процени из 2011. у насељу је живело 70 становника. Насеље се налази на надморској висини од -1 м.